# Valle de las Playas
El valle de las Playas; es un alargado y angosto valle de 97 km de longitud, ubicado en el condado de Hidalgo, en Nuevo México, Estados Unidos de América; el extremo sur del valle se ubica en Chihuahua, México. El pueblo de Playas se ubica en el noreste. El valle es conocido por el lago las Playas, un salar en el norte. 

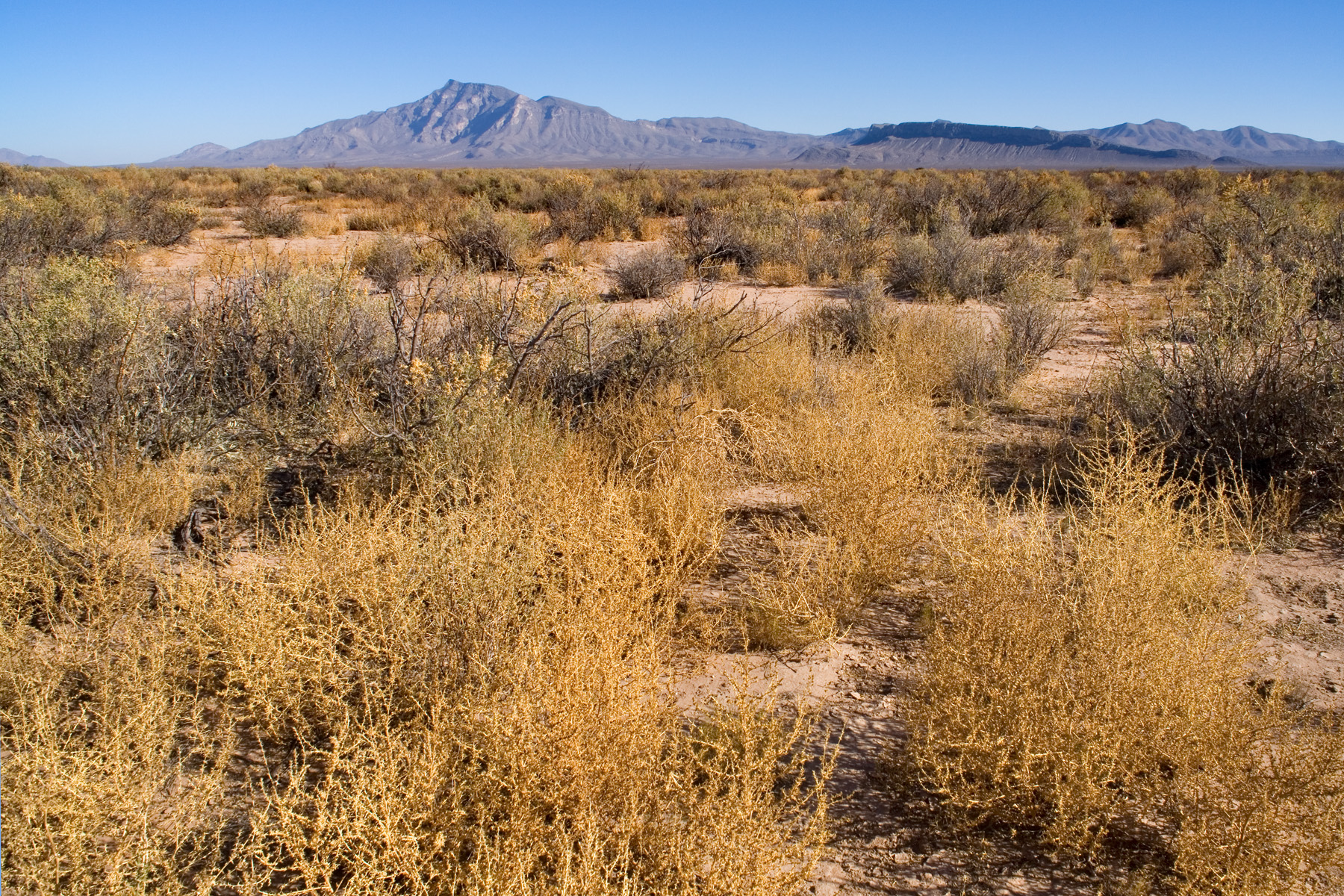
Lado Este del Valle de las Playas

La divisoria continental forma el límite occidental de una serie de cordales montañosos formando el norte del valle de las Playas. El valle desaparece en dirección sur. hacia la región noroccidental del desierto de Chihuahua, en el estado de Chihuahua, México.